# Клелия
Клелия (на латински: Cloelia) e героиня на Древен Рим.
През 507 пр.н.е. тя е пленничка на етруския цар Ларс Порсена. Заедно с други момичета тя избягва и преплува Тибър. За своята храброст получава коннически паметник в Рим на Виа Сакра.